# 鍵屋辻駅
鍵屋辻駅（かぎやつじえき）は、三重県上野市（現、伊賀市）小田町にあった、近畿日本鉄道（近鉄）伊賀線（現、伊賀鉄道伊賀線）の鉄道駅（廃駅）である。なお、当駅の所在地は旧上野市の中心地に近い所であった。

## 概要
駅は、第二次世界大戦中の1945年（昭和20年）に営業が休止となり、そのまま再開されることがなく24年後の1969年（昭和44年）に廃止となった。駅は現在の新居7号踏切付近にあった。

## 歴史
- 1916年（大正5年）8月8日：伊賀軌道上野駅連絡所（現、伊賀上野駅） - 上野町駅（現、上野市駅）間開業と同時に開業。
- 1917年（大正6年）12月20日：社名変更により伊賀鉄道（初代）の駅となる。
- 1926年（大正15年）12月19日：社名変更により伊賀電気鉄道の駅となる。
- 1929年（昭和4年）3月31日：会社合併により大阪電気軌道伊賀線の駅となる。
- 1931年（昭和6年）9月26日：路線譲渡により参宮急行電鉄の駅となる。
- 1941年（昭和16年）3月15日：大阪電気軌道が参宮急行電鉄を合併、新発足した関西急行鉄道の駅となる。
- 1944年（昭和19年）6月1日：戦時合併により関西急行鉄道が近畿日本鉄道に改組。同社の駅となる。
- 1945年（昭和20年）6月1日：広小路駅・四十九駅・市部駅・上林駅・伊賀神戸駅 - 西名張駅間と共に休止。
- 1969年（昭和44年）5月15日：廃止。

## 駅構造
単式ホーム1面1線を有する駅であった。

## 利用状況
- 主として通学・通勤用に利用された。

## 駅周辺
跡地は更地となっており、木製の柵で仕切られている。駅跡地の前を通る道路は狭く、当駅跡のすぐ前で分岐する。東側には寺院があり、それを抜けると竹の道と国道422号に至る。西側には製糸工場や運送業の営業所がある。北へ抜けると小田町の市街地に至る。この付近はロードサイド店舗があり、近隣には遊水地がある。なお、駅名の由来となった鍵屋辻は南側へ少し離れた所にある。
- 旧小田小学校本館 - 三重県の有形文化財[1]。
- 法運寺
- 開化寺[2]
- 小田拱橋 - 国の登録有形文化財[3]。
- 小田第二暗渠 - 国の登録有形文化財[4]。
- 鍵屋辻
- 国道163号
- 国道422号
- 竹の道[5]
- 小田遊水地 - 上野遊水地の1つ[6]。
- 木津川

## 隣の駅
近畿日本鉄道
■伊賀線
新居駅 - 鍵屋辻駅 - 西大手駅